# Cinema polític
El cinema polític és aquell que tracta temes polítics, unes vegades per a suscitar la reflexió o per denunciar injustícies sobre problemes polítics o socials i altres vegades per adoctrinar, i en tot cas estem parlant més de propaganda o de cinema revolucionari que de cinema polític.

## El gènere
Inclòs dins del més general cinema social, es troba entre el drama i el cinema documental, gèneres que pretén unir, encara que també pot orientar-se a la sàtira i tornar-còmic-grotesc o recórrer a la història del passat o la distopia o la utopia del futur per criticar el present; de fet, subministra interpretacions de la història i reflexions ètiques i estètiques sobre el passat, el present i el futur de l'espectador, a qui pretén conscienciar i desalienar; el més digne no només defensa els drets de l'home, sinó que reclama també els seus deures.
En realitat, qualsevol pel·lícula és susceptible d'una interpretació o lectura política, sobretot les històriques i les que tracten de drames col·lectius. Perquè sigui legítim l'espectador ha de tenir l'oportunitat d'apropiar d'aquest cinema o de rebutjar-lo, cosa que, sigui pel que sigui, no solen facilitar ni els governs totalitaris ni les Majors i els mecanismes de la distribució cinematogràfica i televisiva, que exerceixen precisament el seu abús de poder per mitjà de la silenciosa censura del mainstream i el màrqueting. Resulta això tant més greu en tant que el cinema té un destinatari col·lectiu, de manera que amb prou feines pot ser clandestí i insurgent. De manera que són altres mitjans, com les plataformes d'Internet o la televisió independent els que han mostrat un nou llit per a l'anàlisi polític amb sèries com Borgen, Chernobyl, Veep, The Wire, The Handmaid's Tale, Crematorio, El ala oeste de la Casa Blanca, Black mirror, Mr. Robot, o Humans,

## Els temes
Fora del disseny i crítica d'utopies o distopies, el cinema polític tracta sovint sobre diferents tipus reals de conflictes en la societat, generalment relacionats amb el poder, la violència i la manca de llibertat: la tirania, la guerra, els genocidis, les vagues, les revolucions, el colonialisme, la discriminació ètnica, sexual o política, la violència política, tortura o terrorisme, les crisis econòmiques, la corrupció política, judicial i financera, la brutalitat policial, També tot el que es redueix a un abús del poder sobre la condició humana: l'esclavitud, la pobresa, la burocràcia, la injustícia, l'exclusió social, la castració per "eugenèsia", la pederàstia encoberta per les institucions, etc. Genera, així mateix, diverses classes de cinema específicament consagrat als marginats, al proletariat, al feminisme i al grup LGBT, encara que ja en aquest cas es tracta d'un gènere de cinema encara més obert, el cinema social.

## Filmografia seleccionada
A continuació es mostra un llistat de pel·lícules polítiques destacades o pel·lícules polítiques realitzades per destacats directors:
- 1915 – The Birth of a Nation. Director: D. W. Griffith.
- 1924 – Stachka (Strike). Director: Sergei Eisenstein, Russian.
- 1925 – Bronenosets Potyomkin (The Battleship Potemkin). Director: Sergei Eisenstein, Russian.
- 1927 – The Fall of the Romanov Dynasty. Director: Esfir Xub.
- 1929 – Chelovek s kino-apparatom (Man with a Movie Camera). Director: Dziga Vertov.
- 1931 – Mädchen in Uniform (Girls in uniform). Director: Leontine Sagan.
- 1933 – Misère au Borinage. Directors: Joris Ivens and Henri Storck.
- 1935 – Triumph des Willens (Triumph of the Will). Director: Leni Riefenstahl, Germany.
- 1953 – Salt of the Earth. Director: Herbert Biberman.
- 1954 – Ernst Thälmann (Sohn seiner Klasse. Ein Farbfilm der DEFA). Director: Kurt Maetzig.
- 1965 – Obyknovennyy fashizm (Ordinary Fascism). Director: Mikhail Romm.
- 1966 – The Battle of Algiers. Director: Gillo Pontecorvo.
- 1967 – La Chinoise. Director: Jean-Luc Godard.
- 1967 – Titicut Follies. Director: Frederick Wiseman.
- 1968 – La Hora de los hornos: Acto para la liberación: notas, testimonios y debate sobre las recientes luchas de liberación del pueblo argentino (The Hour of the Furnaces). Director: Fernando Solanas.
- 1968 – In the Year of the Pig. Director: Emile de Antonio.
- 1968 – Teorema. Director: Pier Paolo Pasolini.
- 1969 – Z. Director: Costa-Gavras.
- 1970 – Warum läuft Herr R. Amok? (Why Does Herr R. Run Amok?). Director: Rainer Werner Fassbinder.
- 1971 – La classe operaia va in paradiso (The Working Class Goes to Heaven). Director: Elio Petri.
- 1972 – Il Caso Mattei (The Mattei Affair). Director: Francesco Rosi.
- 1972 – Sambizanga. Director: Sarah Maldoror.
- 1974 – Angst essen Seele auf (Ali: Fear Eats the Soul). Director: Rainer Werner Fassbinder.
- 1975 – Jeanne Dielman, 23 Quai du Commerce, 1080 Bruxelles (Everyday Life of a Housewife). Director: Chantal Akerman.
- 1981 – Reds. Director: Warren Beatty.
- 1982 – Yol. (The Road or The Way). Director: Yılmaz Güney and Şerif Gören.
- 1986 – Shoah. Director: Claude Lanzmann.
- 1995 – Land and Freedom. Director: Ken Loach.
- 2001 – Intimacy. Director: Patrice Chéreau.
- 2004 – Darwin's Nightmare. Director: Hubert Sauper.
- 2006 – An Inconvenient Truth. Director: Davis Guggenheim.
- 2007 – Sicko. Director: Michael Moore.
- 2008 – Milk. Director: Gus Van Sant.
- 2011 – The Black Power Mixtape 1967–1975. Director: Goran Olson
- 2011 – The Ides of March. Director: George Clooney
- 2011 – ToryBoy The Movie. Director: John Walsh
- 2017 – The Death of Stalin. Director: Armando Iannucci